# 1627 en littérature
| Années de la littérature : 1624 - 1625 - 1626 - 1627 - 1628 - 1629 - 1630    |
| Décennies de la littérature : 1590 - 1600 - 1610 - 1620 - 1630 - 1640 - 1650 |

Cet article présente les faits marquants de l'année 1627 en littérature.

## Événements
- 1er janvier : le rabbin Menasseh ben Israël (1604-1657) publie le premier ouvrage sorti de son imprimerie hébraïque fondée à Amsterdam[1].
- 8 avril : achevé d'imprimé de l'Apologie pour Monsieur de Balzac de François Ogier imprimé par Claude Morlot[2] qui réfute l'accusation de plagiat des anciens dans les Lettres de Guez de Balzac et déclenche une Querelle des Lettres, qui préfigure la Querelle des Anciens et des Modernes. Jean Goulu, supérieur de l’ordre des Feuillants, attaque les mœurs et le style de Balzac dans son pamphlet en deux volumes Lettres de Phyllarque à Ariste, publié en 1627 et 1628. Sa mort en 1629 met fin à  la querelle[3],[4].

- Mademoiselle de Gournay tient un salon littéraire rue de l'Arbre-Sec à Paris jusqu'à sa mort en 1645[5].

## Parutions
- 3 février : privilège royal accordé au roman d'André Mareschal, La Chrysolite ou le Secret des romans, Paris, Toussaint du Bray, 1627 (présentation en ligne)
- 15 septembre : privilège royal accordé à l'ouvrage de Gabriel Naudé, Advis pour dresser une bibliothèque : Présenté à Monseigneur le Président de Mesme, Paris, François Targa, 1627 (présentation en ligne)

- Publication posthume à Londres en un volume de Sylva Sylvarum, une histoire naturelle et New Atlantis (« La Nouvelle Atlantide »), un roman philosophique inachevé de Francis Bacon, par son secrétaire William Rawley (en)[6].
- Memorável Relação da Perda da Nau Conceição (« Mémorable récit de la perte de la nef Conceição »), récit de la captivité à Alger de João Mascarenhas, est publié à Lisbonne[7].
- Le Berger extravagant, fiction en prose de Charles Sorel, publiée Paris chez Toussaint du Bray[8].

- Sueños y Discursos (Rêves et Discours), composé de cinq récits satiriques, poèmes de Francisco de Quevedo publiés à Barcelone chez Esteban Liberós[9]

## Naissances
- 27 septembre : Bossuet, homme d'Église, prédicateur et écrivain français († 12 avril 1704).

## Décès
- Juillet : Thomas Middleton, dramaturge et poète anglais (né en 1580).
- 23 octobre : Thomas Sonnet de Courval, poète satirique français.